# 進歩党 (グリーンランド)
進歩党（しんぽとう、グリーンランド語: Siumut）は、グリーンランドの政党。保護国デンマークの議会（フォルケティング）に設けられているグリーンランド議席2議席のうち、1議席を確保している。社会主義インターナショナル加盟政党である。シウムート党とも表記される。
2013年3月12日の総選挙で14議席を獲得、当時の党首アレカ・ハモンドが女性としては初のグリーンランドの首相に就任した。2014年9月、ハモンド首相による公的資金の不正支出が発覚し、同氏は首相および進歩党の党首を辞任した。これに伴い、同党で閣僚を務めていたキム・キールセンが新たに党首および首相に就任したものの、連立与党の連帯党が連立を一方的に解消、新たな選挙の実施を要求した為、解散総選挙が行われた。選挙の結果、先述のスキャンダルや、進歩党に所属していたハンス・エノクセン元首相が率いるグループが離党し新党（ナレラク党）を結成したことなどが影響し、3議席を失った。
キム・キールセン政権の押し進めるレアアース採掘計画には賛成の立場を取っていたが、野党からは環境汚染などの懸念から反対の声が挙がり、2021年4月6日執行の総選挙ではこの計画が争点となった。1979年以来政権を担い続けた進歩党はこの選挙で10議席にとどまり、計画反対派のイヌイット友愛党（12議席）に次ぐ第2党となった。同じく計画に反対のナレラク党の4議席とあわせ反対派が議会過半数を占めることとなり、採掘計画は凍結される見通しとなったほか、進歩党は少数政党との連立を余儀なくされることとなった。